# کارمن سالیناس
کارمن سالیناس لوزانو (به انگلیسی: Carmen Salinas) (زاده ۵ اکتبر ۱۹۳۹ – درگذشته ۹ دسامبر ۲۰۲۱) یک هنرپیشه، امپرسیونیسم، کمدین، سیاستمدار و کارآفرین تئاتر مکزیکی بود. همچنین او با حزب انقلابی نهادی در طول کار بعدی خود به عنوان یک سیاستمدار مرتبط بود.
او در ۱۱۵ فیلم، ۷۰ اثر تئاتر، ۲۳ تله رمان و ۹ سریال تلویزیونی ظاهر شد.

## درگذشت
در ۱۱ نوامبر ۲۰۲۱، سالیناس دچار خونریزی درون‌جمجمه‌ای شد که ناشی از فشار خون بالا بود، که باعث شد او به کما برود. سالیناس هرگز به هوش نیامد و در ۹ دسامبر ۲۰۲۱ در سن ۸۲ سالگی در مکزیکوسیتی درگذشت.